# 基督教民主聯盟—捷克斯洛伐克人民黨
基督教民主聯盟—捷克斯洛伐克人民黨（捷克語：Křesťanská a demokratická unie – Československá strana lidová），簡稱基民盟—人民党（KDU－ČSL），是捷克的一個基督教民主主義政黨。

## 歷史
1919年1月3日，捷克斯洛伐克人民黨成立於布拉格，由摩拉维亚-西里西亚基督教社会党、摩拉维亚天主教-民族保守党、波希米亚王国捷克基督教社会党、波希米亚天主教-民族保守党和保守人民党等5个政党合并而成，Jan Šrámek被選為主席。1921年，该党進入捷克斯洛伐克政府，隨後成為執政聯盟成員之一。
在與納粹德國的蘇台德區問題發生後，Šrámek成為在英國的捷克斯洛伐克流亡政府首腦。1945年後，该党是民族阵线政府的成员。當捷克斯洛伐克共產黨在1948年2月完全掌握政權後，该党的許多官員被監禁。该党失去所有影響力，成為捷克斯洛伐克的卫星党。
在1989年天鵝絨革命发生後，该党試圖擺脫過去的形象與政策。1992年，该党在與基督教民主聯盟（在革命後試圖仿照德國基督教民主聯盟成為更現代的天主教政治組織，但減少傳統力量）合併後改名为“基督教民主聯盟—捷克斯洛伐克人民黨”。该党加入瓦茨拉夫·克勞斯领导的公民民主黨政府，直到其于1997年秋天垮台。之后，该党加入約瑟夫·托紹夫斯基領導的看守政府，看守政府一直運作到1998年大選。

## 現状
基民盟的得票率雖然不高但一直很穩定（6—10%），大票倉在摩拉維亞的一些傳統天主教農業地區。在歷史上，基民盟是拥有超過50000名成員的大黨（僅次於波希米亞與摩拉維亞共產黨），然而大部分黨員是老年人，新進黨員的不足造成了黨員人數持續下滑。
基民盟充分利用不完整的捷克政治局勢，讓他們成為無論是右派或左派執政聯盟都不可或缺的一部份。 
2002年6月，基民盟與自由聯盟—民主聯盟聯合參選。結果，相對於自由聯盟—民主聯盟支持者，基民盟的傳統支持者展現強大的忠誠度，將票集中給基民盟參選人，導致原本實力相當的基民盟與自由聯盟-民主聯盟分別獲得22席與9席。之後兩黨加入了由本次大選贏家捷克社會民主黨所主導的執政聯盟。
2003年，Miroslav Kalousek成為该党的主席，不同於前任主席Cyril Svoboda，他採取與公民民主黨結盟的右派立場。他在黨主席選舉，及首相弗拉迪米爾·什皮德拉辭職後面臨政府重組時，兩度拒絕加入執政聯盟，最後在2005年2月19日，要求首相斯坦尼斯拉夫·格羅斯為他的財產醜聞下台。格羅斯以威脅解除基民盟所有內閣職位作為報復，引發政府危機。
2006年選舉結束後，基民盟與公民民主黨和綠黨組成執政聯盟。
基民盟是歐洲人民黨的一員。
Jiří Čunek在2006年12月9日成為黨主席。

## 歷史上使用標誌

1930年代使用之標誌
1945年–1992年使用之標誌
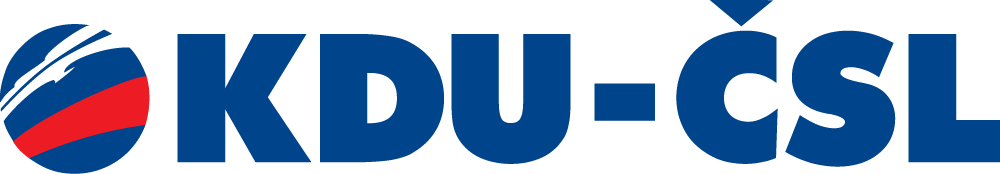
1992年–2006年使用之標誌
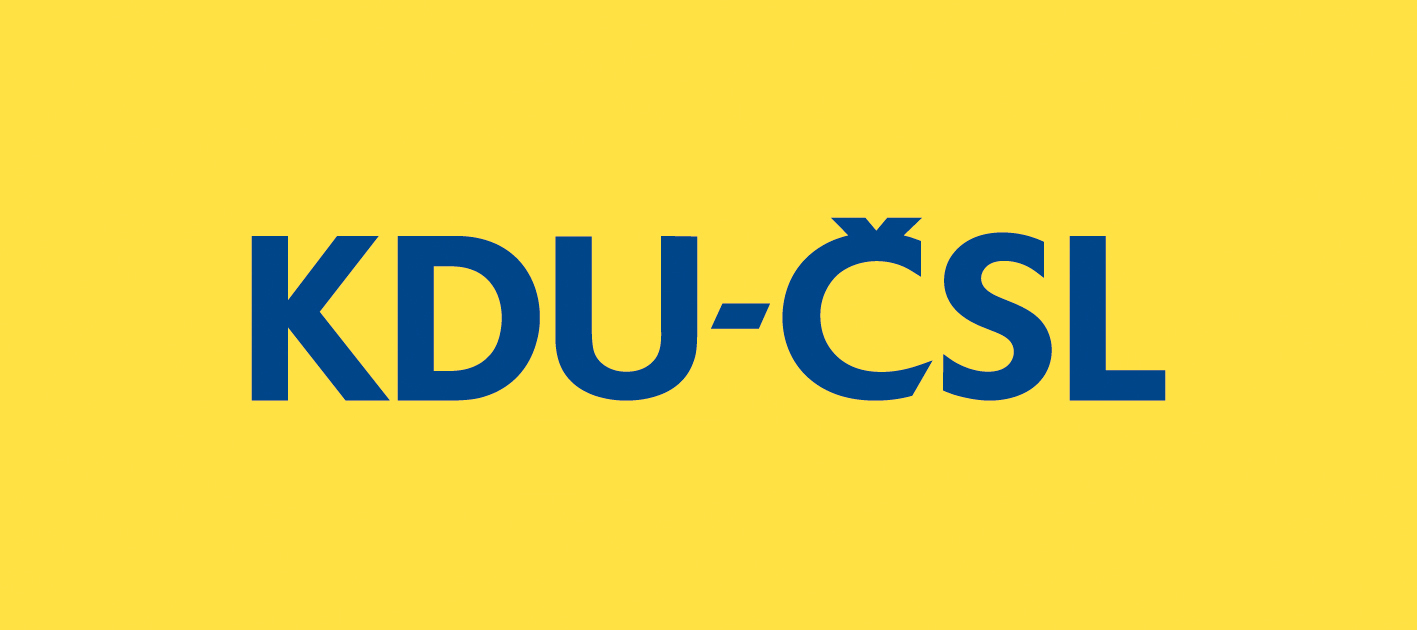
2006年–2012年使用之標誌
2012年–2024年使用之標誌
2024年起使用之標誌

## 選舉結果

### 捷克斯洛伐克人民黨
- 1920年國民大會選舉：11.3 % - 33席
- 1925年國民大會選舉：9.7 % - 31席
- 1929年國民大會選舉：8.4 % - 25席
- 1935年國民大會選舉：7.5 % - 22席
- 1946年國民大會選舉：15.6% (20.2%) - 46席

### 1990年之後
- 1990年捷克民族議會選舉：(基督教民主聯盟 8.4 % - 20席)
- 1992年捷克民族議會選舉：6.3% - 15席
- 1996年眾議院選舉：8.1 % - 18席
- 1996年參議院選舉：13席 (全參議院選舉，之後每次只改選三分之一)
- 1998年眾議院選舉：9 % - 20席
- 1998年參議院選舉：5席
- 2000年參議院選舉：8席
- 2002年眾議院選舉：(與自由聯盟-民主聯盟聯合 14.3%) - 22席
- 2002年參議院選舉：1席
- 2004年參議院選舉：3席
- 2004年歐洲議會選舉：9.6 % - 2席
- 2006年眾議院選舉：7.2 % - 13席
- 2006年參議院選舉：4席

## 外部連結
- 官方網站（捷克文）
  - 英文網頁